# Tantulocarida
Los tantulocáridos (Tantulocarida) son una clase de crustáceos. Se trata de extrañas especies parásitas que habitan aguas profundas y de los que se conoce poco su ciclo biológico completo, lo que dificulta esclarecer sus relaciones filogenéticas. Se han descrito una docena de especies.
Son crustáceos diminutos (menos de 0,5 mm de longitud y algunos no alcanzan las 100 μm), ectoparásitos de copépodos, isópodos, tanaidáceos y ostrácodos, que se fijan al cuerpo de sus hospedadores clavando su estilete cefálico. Son tan pequeños que pueden encontrarse anclados a las antenas de los copépodos.
Durante años fueron considerados copépodos o cirrípedos parásitos; estudios recientes apoyan el que estos crustáceos sean maxilópodos; incluso se ha sugerido que las enigmáticas larvas-y pueden ser fases larvarias de los tantulocáridos.

## Clasificación
Según Martin & Davis (2001), los tantulocáridos incluyen cinco familias:
Familia Basipodellidae Boxshall & Lincoln, 1983
Familia Deoterthridae Boxshall & Lincoln, 1987
Familia Doryphallophoridae Huys, 1991
Familia Microdajidae Boxshall & Lincoln, 1987
Familia Onceroxenidae Huys, 1991